# Giao hưởng số 10 (Mahler)

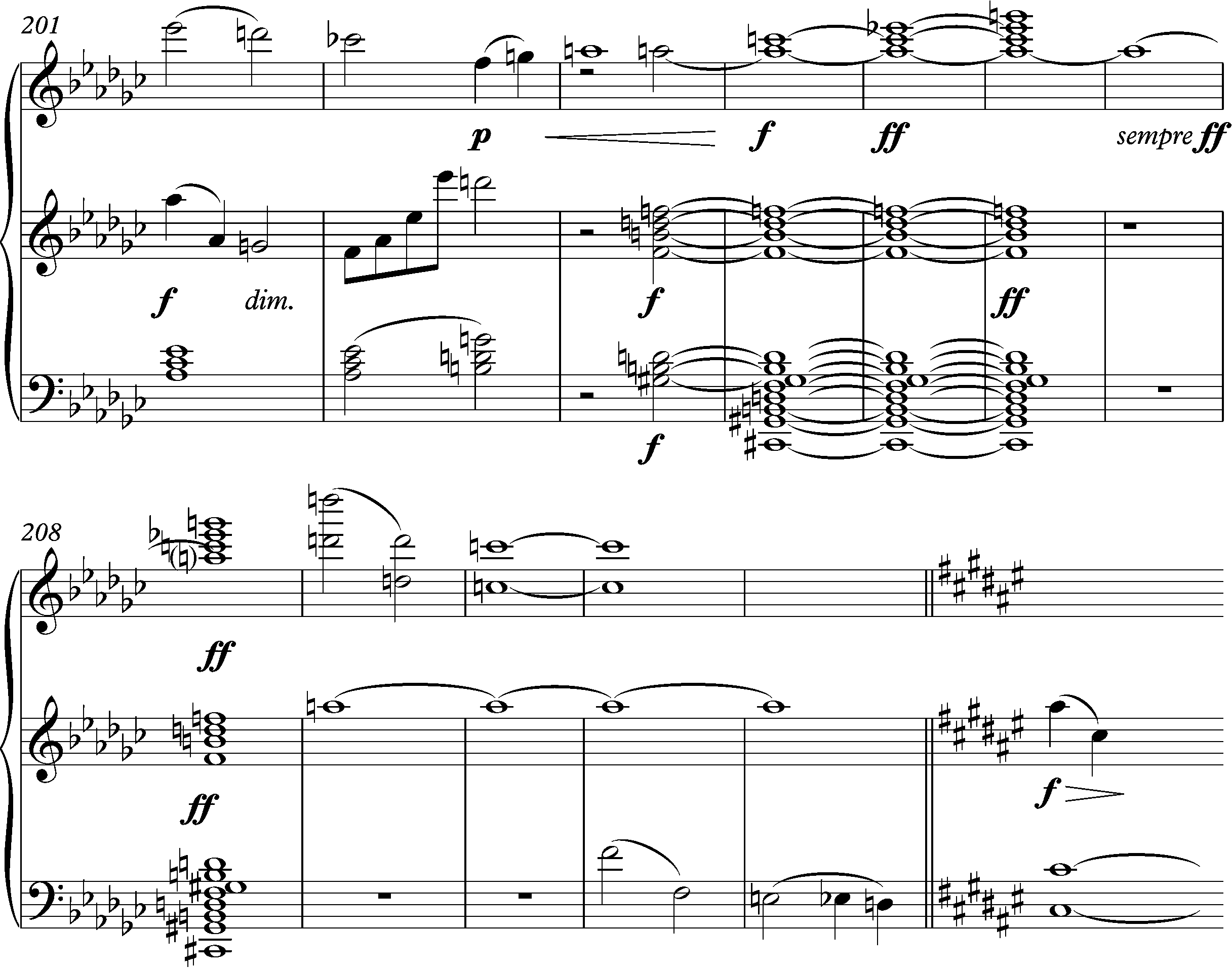
Bản giao hưởng Mahler 10, mở đầu Adagio, ô nhịp 201-213

Giao hưởng số 10 cung Fa thăng thứ là bản giao hưởng dở dang của nhà soạn nhạc người Áo Gustav Mahler. Bản giao hưởng này được coi là bỏ dở vì chỉ có 2 chương, những đến năm 1960, nhà nghiên cứu người Anh Deryck Crooke tìm được tổng phổ hoàn chỉnh và đến năm 1964 tác phẩm này được trình diễn trọn vẹn tại thành phố London. Cùng với bản giao hưởng số 9 và bản Bài ca của Trái Đất, bản giao hưởng này trở thành một trong 3 tác phẩm được biểu diễn sau khi tác giả của chúng đã qua đời. Bản giao hưởng số 10 của Mahler được xuất bản sau khi ông ra đi. 